# Ben Ainslie
Sir Charles Benedict Ainslie CBE (Macclesfield, 5. veljače 1977.) britanski je jedriličar. 
Ainslie je najuspješniji jedriličar u povijesti Olimpijskih igara. Osvojio je medalje na pet uzastopnih Olimpijskih igara od 1996. nadalje, uključujući zlato na četiri uzastopne Olimpijske igre (Sydney, Atena, Peking i London) održane između 2000. i 2012.
Jedan je od trojice sportaša koji su osvojili medalje na pet različitih Olimpijskih igara u jedrenju, treća osoba koja je osvojila pet olimpijskih medalja u tom sportu (nakon Torbena Graela i Roberta Scheidta) i također druga osoba koja je osvojila četiri zlatne medalje, nakon Paula Elvstrøma.
Ben je voditelj tima, izvršni direktor i skiper INEOS Britannije te glavni izvršni direktor i vozač SailGP tima Velike Britanije.
Ainslie je osvojila srebro na Olimpijskim igrama 1996. i zlato na Olimpijskim igrama 2000. u klasi Laser. Udebljao se oko 18 kilograma i prešao u veću klasu Finn za Olimpijske igre 2004., gdje je osvojio zlato, pothvat koji je ponovio na natjecanjima 2008. i 2012. godine. Obje njegove jedrilice Laser i Finn koji su osvojili zlatnu medalju trenutno su izložena u Nacionalnom pomorskom muzeju Cornwall.
Dana 19. svibnja 2012. Ainslie je postao prva osoba koja je nosila olimpijsku baklju u Velikoj Britaniji. Započevši 70-dnevnu turneju po Ujedinjenom Kraljevstvu u Land's Endu, bio je prvi od 8000 nositelja baklji. Izabran je 11. kolovoza 2012. da nosi zastavu britanskog tima na ceremoniji zatvaranja Olimpijskih igara u Londonu 2012.